# باشگاه فوتبال الفحیحیل کویت
باشگاه الفحیحیل (به عربی: نادی الفحیحیل) یک باشگاه ورزشی از کشور کویت می‌باشد.
الفحیحیل یک بار در سال ۱۹۸۶ میلادی به مقام قهرمانی جام امیر کویت رسیده است. همچنین این باشگاه سه مرتبه به مقام قهرمانی در لیگ دسته اول کویت دست یافته است.
این باشگاه در سال ۱۹۶۴ میلادی پایه‌گذاری است.

## مربیان پیشین
- زوران جورجویچ